# José Luis Uribarri
José Luis Uribarri Grenouillou (Ávila, 9 de agosto de 1936 - Boadilla del Monte, Comunidad de Madrid, 23 de julio de 2012) fue un presentador y realizador español que desarrolló la mayor parte de su carrera profesional en Televisión Española.

## Biografía
Acabó el bachillerato en el colegio Marista de Palencia. Tras abandonar sus estudios de Derecho, se inicia en el mundo de la comunicación en 1956 como locutor de Radio Juventud, a la que seguiría Radio Intercontinental. Ya desde esa primera etapa comenzó a escribir guiones para programas musicales.
Debutó en Televisión Española en 1958, al presentarse al concurso de descubrimiento de nuevos talentos Caras nuevas, que presentaba Blanca Álvarez. Tras ser contratado por TVE, pronto se puso frente a las cámaras. A lo largo de la siguiente década se iría consolidando como uno de los presentadores más populares de la televisión en España. Así mismo, fue también voz corporativa de continuidad en TVE 1 y TVE 2 de 1991 a 1996, presentando avances de programación, inicios y cierres de emisión de la cadena.
Uno de sus mayores éxitos profesionales fue el programa musical Aplauso, que dirigió entre 1978 y 1983, y que se convirtió en un auténtico referente de la música de actualidad en la época.
Estuvo muy asociado a la retransmisión del Festival de la Canción de Eurovisión, del que se hizo cargo como comentarista en un gran número de ediciones desde 1969 a 2010, en un total de 19 ocasiones, siendo el comentarista español que más ediciones ha narrado el festival. En España se hicieron muy célebres sus predicciones en cuanto al sentido del voto de los distintos países, recordándose más los aciertos que los errores.
Hizo también algunas incursiones en el mundo del cine, con pequeños papeles en películas como Historias de la televisión (1965), de José Luis Sáenz de Heredia, en la que se interpretaba a sí mismo; La chica de los anuncios (1968), A 45 revoluciones por minuto (1969) y ¿Por qué pecamos a los 40? (1969), de Pedro Lazaga; o El Astronauta (1970), de Javier Aguirre.
En 1966 se le concedió un Premio Ondas (Nacionales de Televisión).
En los años 70 fue director de relaciones públicas de un banco.
Coordinó la Página del disco de la revista ¡Hola! en los años 70 y 80.
Presentó varios festivales de la canción en los años 70, entre ellos Musical Mallorca, del que fue responsable en sus cuatro ediciones.
Su primera esposa fue Alicia Mansberger Martín, con la que tuvo dos hijas, Alicia (1964) y Susana (1965), y de la que se separó en 1982.
Contrajo matrimonio en 1986 con Amparo Losada Díaz.
Reapareció como tertuliano en el programa de La 1 de TVE Salvemos Eurovisión, emitido el 8 de marzo de 2008. El espacio fue presentado por la italiana Raffaella Carrà, donde se decidía el representante de España en el Festival de la Canción de Eurovisión de 2008.
Poco después fue como invitado en la gala especial "Dansin Chiki Chiki", emitida el 29 de abril de 2008, donde se escogían a las tres acompañantes de Rodolfo Chikilicuatre, representante español de Eurovisión 2008. Hizo gala de su posición ante este, que para nada era positiva y optimista. Uribarri demostró a lo largo del programa su rotunda oposición, a pesar del éxito mediático de Rodolfo.
Días antes a la actuación de Rodolfo, Uribarri reconoció su equivocación y el éxito de Rodolfo, ante la emoción de este.
En el año 2009 fue elegido como jurado para la preselección eurovisiva española de ese año, "Eurovision: El Retorno", presentada por Alaska y Miguel Serrano. Por el compromiso que adquirió para ser también jurado oficial del propio festival de Eurovision en mayo de 2009. Uribarri no fue elegido ese año para comentar el festival en esa edición. Volvió a ser elegido comentarista para la edición de 2010.
En noviembre de 2010 comenzó a presentar el programa cinematográfico Nuestro Cine  en la cadena 13 TV, dedicada a la difusión de los valores y credo de la Iglesia Católica.
A pesar de sus problemas de salud, Uribarri se mantuvo en activo hasta el 1 de julio de 2012, cuando se emitió por última vez el programa de cine que él presentaba para tomarse un descanso. En el 2004 sufrió una embolia, y el 18 de julio de 2012 es hospitalizado a causa de una hemorragia cerebral masiva. Finalmente, José Luis falleció el 23 de julio del mismo año.

## Trayectoria en TV
- Primer éxito (1961)
- Telediario (1961-1962)
- Fin de semana (1963)
- Salto a la fama (1964-1965)
- TVE es noticia (1966-1970)
- Noches de Europa (1968)
- Comentarista del Festival de Eurovisión (19 ediciones: 1969, 1970, 1974-1976, 1991-2003, 2008 y 2010)
- Hispanovisión (1970)
- La semana que viene (1970-1971)
- En equipo (1970-1971)
- Pasaporte a Dublín (1970)
- Siempre en domingo (1972)
- Tarde para todos (1972)
- Comentarista del Festival OTI Internacional (1974, 1991, 1995-2000)
- Aquí y ahora (1975)
- Musical Mallorca (1975-1978)
- Aplauso (1978-1983)
- Eurovisión siglo XX (1998)
- Yo fui a Eurovisión (1998)
- Lo mejor de España en Eurovisión (2000)
- Eurocanción (2000-2001)
- Operación Eurovisión (2002-2004)
- El desafío bajo cero (2006)
- Salvemos Eurovisión (2008)
- Dansin Chiki Chiki (2008)
- Eurovisión 2009: El retorno (2009)
- Jurado del Festival de Eurovisión (2009)
- Aída (2009)
- Nuestro Cine (2011-2012)

## Trayectoria en radio
- Mediodía en la City (City FM Radio) (de diciembre de 2004 a julio de 2006)
- Acción Inmediata Magazine (City FM Radio) (de septiembre de 2006 hasta febrero de 2009)

## Premios
- Antena de Oro (1962).
- Premio Ondas (1966).
- Premio a Toda Una Vida Dedicada a Eurovisión (2001).